# Josefina Vázquez Mota
Josefina Eugenia Vázquez Mota (Ciudad de México, 20 de enero de 1961) es una política, economista y escritora mexicana, miembro del Partido Acción Nacional. Fue la primera candidata mujer del PAN para la presidencia de México en las elecciones federales de 2012.
Fue secretaria de Desarrollo Social durante el sexenio del presidente Vicente Fox de 2000 a 2006 y secretaria de Educación Pública durante el gobierno de Felipe Calderón de 2006 a 2009. Además ha sido dos veces diputada federal plurinominal. En 2017, fue elegida candidata del PAN para la gubernatura del Estado de México.

## Biografía

### Primeros años
Nació en Ciudad de México, sus padres son Arnulfo Vázquez Cano, de Teziutlán y Josefina Mota de Tlatlauquitepec, Puebla, y 6 hermanos María del Carmen, Luis Antonio, Guadalupe, Margarita, Gerardo Arnulfo y María Angélica.

### Estudios
Vázquez Mota estudió el bachillerato en el CECyT número 9 "Juan de Dios Bátiz" (Vocacional 9) del Instituto Politécnico Nacional, y posteriormente ingresó a la licenciatura en economía en la Universidad Iberoamericana. Cursó el Programa de Perfeccionamiento Directivo D-1, en el Instituto Panamericano de Alta Dirección de Empresa (IPADE) y obtuvo, además, el diplomado de Ideas e Instituciones en el Instituto Tecnológico Autónomo de México (ITAM).
En el periodismo, trabajó como editorialista en temas económicos en los diarios Novedades, El Financiero y El Economista. Igualmente ha sido asesora de organismos empresariales como la Confederación de Cámaras Nacionales de Comercio, Servicios y Turismo (Concanaco) y la Confederación Patronal, de la República Mexicana (COPARMEX).

## Trayectoria política
En la Asociación Coordinadora Ciudadana fue titular de la Secretaría de la Mujer. Fue postulada por el Partido Acción Nacional para la Cámara de Diputados  la LVIII Legislatura por la vía plurinominal, donde ocupó el cargo de Subcoordinadora de Política Económica; sin embargo, solicitó licencia para retirarse de su cargo al ser designada por el presidente Vicente Fox como secretaría de Desarrollo Social, convirtiéndose en la primera mujer en ejercer dicho cargo y manteniéndose en él hasta el 6 de enero de 2006. En esa fecha, renunció al gabinete para incorporarse a la campaña de Felipe Calderón Hinojosa, entonces candidato del PAN a la presidencia. Terminadas las elecciones y una vez declarado Felipe Calderón Hinojosa como presidente electo, Vázquez Mota se incorporó a su equipo de transición como Coordinadora de Enlace Político.
El 24 de noviembre de 2006, en vísperas de que Felipe Calderón Hinojosa asumiera la presidencia del país, dio a conocer su nombramiento como la primera secretaría de Educación Pública, cargo que ocupó a partir del 1 de diciembre de 2006. Permaneció en el puesto hasta el 4 de abril de 2009 cuando renunció por las confrontaciones con la presidenta del SNTE Elba Esther Gordillo y se postuló como candidata del PAN a la Cámara de Diputados, siendo sustituida por Alonso Lujambio.
El 5 de julio de ese año, fue nominada como diputada federal plurinominal por el Partido Acción Nacional para la LXI Legislatura y cuando tomó posesión del cargo fue designada como Coordinadora del Grupo Parlamentario del Partido Acción Nacional en la Cámara de Diputados. A partir de septiembre de 2010 fungió como Presidenta de la Junta de Coordinación Política de la Cámara de Diputados.

## Candidata presidencial

### Precampaña (2011)
El 4 de septiembre de 2011 Josefina Vázquez Mota anunció que solicitaría licencia al cargo de diputada federal y líder de la bancada panista en la Cámara de Diputados para buscar la candidatura presidencial de su partido, solicitud que fue aprobada por la Cámara de Diputados el 6 de septiembre; el 17 de noviembre el PAN publicó oficialmente su convocatoria para la elección de su candidato a la presidencia, y el 12 de diciembre Vázquez Mota se registró formalmente, siendo su registro aprobado el 17 del mismo mes junto con las de Santiago Creel y Ernesto Cordero.

### Campaña (2012)
El 5 de febrero de 2012 se realizó la que sería la primera vuelta en la elección interna del PAN, teniendo como resultados preliminares la victoria de Josefina Vázquez Mota con el 54% de los votos, sobre el 40% de Ernesto Cordero y el 6% de Santiago Creel estando contabilizados esa noche el 86.7% de la totalidad de votos emitidos, tendencia que fue considerada irreversible por el presidente de la Comisión de Elecciones, José Espina, y que en consecuencia le otorgaba la candidatura sin necesidad de celebrar una segunda vuelta electoral, lo que fue reconocido por sus contrincantes y la dirección del partido.
El 11 de marzo de 2012, en un Estadio Azul, tomó posesión como candidata oficial del Partido Acción Nacional a la Presidencia de México, convirtiéndose en la primera mujer en tener esta candidatura dentro de su partido. Y conforme a la nueva reglamentación del código electoral, en los primeros minutos del viernes 30 de marzo inició formalmente su campaña para el proceso electoral de 2012 en la sede nacional del PAN en la Ciudad de México.
En las elecciones 1 de julio de 2012, según el Conteo del Instituto Federal Electoral, Vázquez Mota quedó en tercer lugar con el 25.41% de los votos contra el 31.59% del candidato perredista Andrés Manuel López Obrador y el 38.21% del candidato ganador Enrique Peña Nieto.
Entre sus propuestas de campaña se encontraban:
- Cadena perpetua para políticos que pacten con el crimen organizado.
- Eliminar el fuero de toda la clase política sin excepción.
- Ampliar el número de becas estudiantiles.
- Órganos ciudadanos que vigilen el destino del gasto público.
- Una reforma laboral que logre incorporar a la economía formal cada año a 400,000 personas.
- El regreso de las Fuerzas Armadas de México solo cuando existan policías confiables.
- Policía nacional con disciplina militar.
- Combatir las prácticas monopólicas.
- Luchar contra la discriminación de la mujer en México, entre otras.
- Reforma educativa

### Aspirante a la presidencia del PAN (2013)
El viernes 21 de junio de 2013, Josefina declaró buscar la presidencia del PAN, en la cual aparecerían como posibles contrincantes a Ernesto Cordero Arroyo, Ernesto Ruffo Appel y Juan Carlos Romero Hicks.

### Panistas por México
El exsenador Ernesto Ruffo Appel consideró invitar a Vázquez Mota, la excandidata presidencial, a formar parte del grupo Panistas por México, inspirado en la razón ciudadana y que busca el fortalecimiento del partido, y a contender por la dirigencia de Acción Nacional, durante un desayuno el 15 de octubre de 2013. Vázquez Mota dijo que lo consideraría y que dependería de valoraciones personales y familiares. 
Sin embargo, el 26 de febrero de 2014, en una rueda de prensa acompañada por Luis Felipe Bravo Mena y Carlos Medina Plascencia, finalmente se descartó de la candidatura por la presidencia de su partido, a pesar de afirmar ir adelante en las encuestas para la dirigencia, ya que su participación con las condiciones actuales no contribuiría a que regrese a su vocación de escuela cívica y herramienta para construir las ideas y las mejores causas ciudadanas en el partido.

### Candidatura a la gubernatura del Estado de México (2017)
El 5 de marzo de 2017, tomó protesta como candidata del PAN a la gubernatura del Estado de México,donde obtendría once puntos y quedaría en cuarto lugar, por debajo de los candidatos del PRI, Morena y PRD.

### Senadora de la república (2018-2024)
Josefina Vázquez Mota fue miembro del Grupo Parlamentario del Partido Acción Nacional en el Senado de la República. En la cámara alta fungía como Presidenta de la Comisión de los Derechos de la Niñez y de la Adolescencia. Además, Vázquez Mota fue integrante de la Comisión de Defensa Nacional, la Comisión de Relaciones Exteriores, la Comisión de Salud e integrante de la Comisión de Seguridad Pública.

## Polémicas

### Transferencia de dineros públicos a Juntos Podemos
Josefina Vázquez Mota ha sido señalada por recibir entre 900 y 1000 millones de pesos del erario federal en la administración de Enrique Peña Nieto, empleando fideicomisos como mecanismo para la transferencia de presupuesto público a su fundación "Juntos Podemos" para, presuntamente, ayudar a la causa de migrantes mexicanos en los Estados Unidos.
Ni Vázquez Mota, ni Juntos Podemos han entregado informes de las acciones realizadas con el dinero recibido.

## Vida personal
Actualmente está casada con el empresario Sergio Ocampo Muñoz, profesional de la informática. Josefina Vázquez Mota y su esposo tienen tres hijas: María José, Celia María y Montserrath.

## Obras
- "Nosotros los Dreamers: Historias de vida más allá de la frontera". (2016)

- "Cuando los hijos mandan: Cómo querer y educar con límites". (2014)

- "Radiografías de la radio". Con Héctor J. Villarreal Ordóñez. Editor Instituto Mexicano de la Radio, 175 pp. (2008)

- "El mago de las letras". Editor Gobierno del Estado, 35 pp. (2008)

- "Informe de México 2004: objetivos de desarrollo del milenio". Vol. 25 de Cuadernos de desarrollo humano. Con Eduardo Sojo. Editor Secretaría de Desarrollo Social, 35 pp. ISBN 9688386111, ISBN 9789688386118 (2005)

- "Brechas de desigualdad: principal desafío de la política social de México". Vol. 1 de Cuadernos de desarrollo humano. Editor Secretaría de Desarrollo Social, 15 pp. ISBN 968838531X, ISBN 9789688385319 (2003)

- "Dios mío hazme viuda por favor". Panorama Editorial, 128 pp. ISBN 968380845X, ISBN 9789683808455 en línea (1999)

- "La mariposa blanca y el pato Tulio"

- "Nuestra Oportunidad: Un México para Todos"

- "Informalidad: un problema de legalidad, la rebelión de los pobres" (1998)